# Fischer Ádám
Fischer Ádám (Budapest, 1949. szeptember 9. –) Kossuth-díjas magyar karmester, Fischer Iván karmester bátyja.

## Életútja
Zenész családban született. Apja, Fischer Sándor is karmester volt, s öccséből, Fischer Ivánból szintén karmester lett. Gyermekkorában testvérével együtt az Operaház kórusában énekelt. Tanulmányait a Bartók Béla Konzervatóriumban zongora és zeneszerzés szakon végezte, majd Bécsben (Hans Swarowskynál 1968–1971 között), Velencében és Sienában (Franco Ferrara mesterkurzusain 1970–1972 között) képezte tovább magát.
Tanulmányaival párhuzamosan már 1971-ben munkába állt. Először a grazi operaházban dolgozott mint korrepetitor, majd 1972-ben Sankt Pöltenbe került, ahol a korrepetálás mellett vezényelt is. Nemzetközi karrierjét 1973-ban milánói versenygyőzelme indította el. Ezt követően a Bécsi Állami Operaházban dirigált (1973–1974), majd a Finn Nemzeti Opera első karmestere lett (1974–1977). Innen a karlsruhei operaházhoz szerződött, ahol szintén első karmesterként tevékenykedett 1979-ig, amikor a müncheni Bajor Állami Operaházhoz szerződött. 1981-ben kinevezték a freiburgi Városi Színház főzeneigazgatójává, 1983-ban pedig a kasseli Állami Színház főzeneigazgatója lett 1992-ig. 2001–2005 között a mannheimi Nemzeti Színház főzeneigazgatója volt, majd visszatért Budapestre, ahol elvállalta a Magyar Rádió Szimfonikus Zenekarának főzeneigazgatói tisztségét (2008-ig). Közben, 2007-ben az Operaház főzeneigazgatója lett (2009-ig), majd az Opera külön e célra létrehozott Művészeti Tanácsadó Testületének elnöke lett. A köztes időszakokban szabadúszó karmesterként tevékenykedett.
Máig rendszeres vendégkarmestere a világ számos neves operaházának. Vezényelt a Bécsi Állami Operaházban, a párizsi Opérában, a milánói Scalában, a londoni Covent Gardenben és a New York-i Metropolitanben. Dirigálta egyebek közt a Bécsi, a Londoni, a Los Angeles-i Filharmonikusokat, valamint a Chicagói és a Bostoni Szimfonikusokat. 1984-től az Állami Hangversenyzenekar vendégkarmestere, 1996-tól a zenekar első vendégkarmestere és művészeti tanácsadója. 1998-tól vezeti zeneigazgatóként a Dán Rádió Kamarazenekarát, amellyel lemezre vette Mozart legtöbb operáját és szimfóniáját.
Visszatérő vendége neves fesztiváloknak. 1980-ban hívták először vezényelni a Salzburgi Ünnepi Játékokra, ahol azóta rendszeres fellépő. 1987-es megalakulása óta művészeti vezetője az Osztrák–Magyar Haydn Zenekarnak, amellyel a komponista összes szimfóniáját lemezre vette, szervezője a kismartoni Haydn Fesztiváloknak. Rendszeresen vezényelt Bayreuthban, ahol A Nibelung gyűrűje tetralógia dirigenseként debütált, 2001-ben. 2004-ig ő vezényelte a Ring előadásait, majd 2006–2007-ben a Parsifalt dirigálta. 2006-ban indította el a Művészetek Palotájában a Budapesti Wagner-napok rendezvénysorozatát.

## Legismertebb lemezfelvételei
Párizsi Grand Prix-nagydíjas operafelvételei:
- Goldmark: Sába királynője (Hungaroton)
- Bartók: A kékszakállú herceg vára (CBS/Sony)

## Kitüntetései, elismerései
- A Milánói Scala Guido Cantelli-versenye első helye (1973)
- „Az év karmestere”
- A Magyar Köztársasági Érdemrend középkeresztje (2002)
- Kossuth-díj (2008)
- A Magyar Köztársasági Érdemrend középkeresztje a csillaggal (2009)
- Budapest díszpolgára (2009)
- Radnóti Miklós antirasszista díj (2015)[4]
- Prima Primissima díj (2018)[5]
- Hazám-díj (2019)[6]